# کارل پیچ

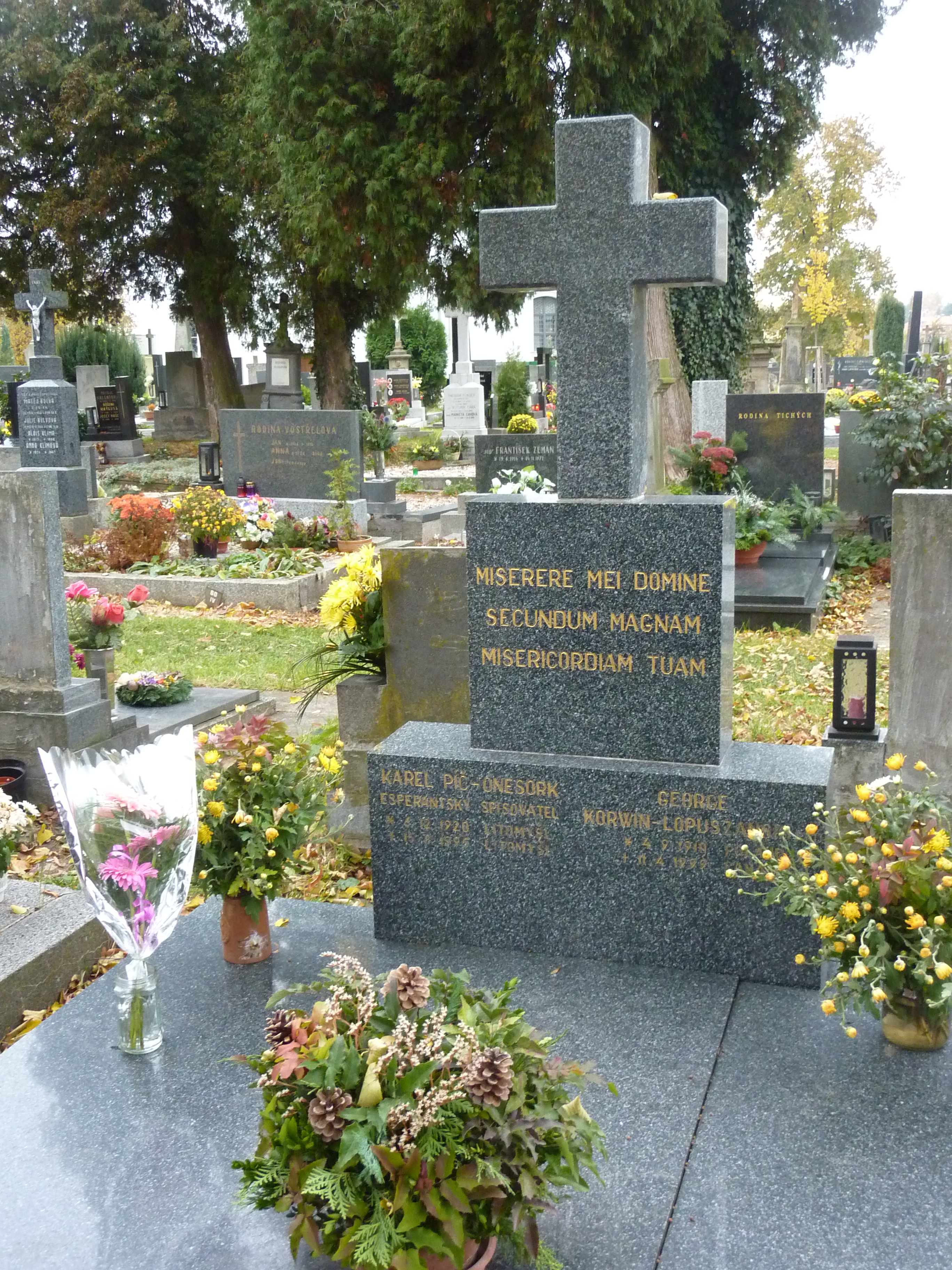
نمای سنگ‌مزار کارل پیچ، نویسنده و شاعر - ۲۰۱۱

کارل پیچ (به اسپرانتو: Karolo Piĉ)، (به چکی: Karel Píč) - (زادهٔ ۱۹۲۰ - درگذشتهٔ ۱۹۹۵) از شعرای برجستهٔ چک در دنیای زبان فراساخته‌ی اسپرانتو است که دست به نگارش داستان کوتاه (نووِل) و داستان بلند (رُمان) نیز زده‌است.

## نمونهٔ سبک شعر او
پیچ که جنگ جهانی دوم را تجربه کرده‌است، و اغلب آثار خود را پس از جنگ برای مطبوعات گوناگون ارسال کرد، در قطعهٔ زیر، به‌روشنی نظرش را دربارهٔ جنگ ابراز می‌کند و تنها راه پیشگیریِ از آن را در فرهنگ و تمدن – که مظهر آن، کتاب است – می‌یابد:
من، یکی از آن شگَرف‌مردان‌ام،
که خم می‌شوند با تَحیُری پُرحرارت
بر روی صفحاتی زرد شده
در مجلداتِ مزین و زرد گشته
بدونِ نگرانی از این‌که،
در همین حال خزان‌هایی مرگ‌آمیز
درحالِ پوشاندنِ همه‌چیزاند …
آیا این صدای فریادهاست که از جایی می‌آید؟
آیا عوام‌الناس دیوانه‌شده‌اند
به‌خاطر هیستِری‌های خود؟
آیا دنیا در حال فروریزی‌است؟
مهم نیست! ما هراسی نداریم!
بر روی صفحات‌مان
هم‌چنان لالانه خم‌شده می‌مانیم.
چون راسخ اعتقاد ما این است،
که به‌خاطر همین خم‌گشتن‌ها
هیچ‌گاه این دنیا
به ویرانه نخواهد انجامید …
و چنان‌چه خودِ مرگ
در می‌رسید در این‌جا،
ما به او صندلی‌ای می‌دادیم،
تا کند اِشغال آن را!
و در کنار این
کهن کتاب‌های خاکستری رنگ
با ما می‌نشست
با همان لرزش‌های مقدس،
و او حتی تسلیم می‌گشت ….
چرا که هر کلام این کتاب‌ها
قدرتی اِشگرف است.
و زندگانی و حیاتی.
و این نه اسلحه‌ها
بلکه کتاب‌ها و مجلدات است.
که نجات خواهد داد دنیایی را
که در دلِ تاریکی‌ها گریان است.

## آثار پیچ
در طی ۳۰ سال، وی فقط آثار خود را یا به مجلات ارسال می‌کرد یا در کشوی میز خود نگاه‌می‌داشت و به‌هیچ‌عنوان به‌دنبال چاپ و منتشر ساختن آن‌ها به‌صورت کتاب نبود. در دوران اخیر نیز، که هفت کتاب از اشعار و داستان‌های او در بین سال‌های ۱۹۸۲ تا ۱۹۹۵ منتشر شده، هنوز انبوهی از نوشته‌های او در حال آماده شدن برای انتشار است.
- از مجموعه اشعار او:
  - نگرانی (به اسپرانتو: Angoro)، ۱۹۸۲
  - وسواسِ ذهنی (به اسپرانتو: Obsedo)، ۱۹۸۴
- از مجموعه داستان‌های او:
  - فریادهای جورجیا (به اسپرانتو: Ekkrioj de Georgino)
  - افسانه‌های دیگرسو (به اسپرانتو: Fabeloj el transe)
  - چنگ داوود (به اسپرانتو: La Davida harpo)
  - الفبا (به اسپرانتو: Aboco)
- از رمان‌های او:
  - گورستان لیتومیشل (به اسپرانتو: La Litomiŝla tombejo)
  - غیبت‌گاه (به اسپرانتو: Klaĉejo)
  - راز سه واحد (به اسپرانتو: Mistero de tri unuoj)
  - مثلث برمودا (به اسپرانتو: La Bermuda Triangulo)، ۱۹۸۹